# Рахимов, Рашид Маматкулович
Раши́д Маматку́лович Рахи́мов (тадж. Рашид Маҳматқулович Раҳимов; род. 18 марта 1965, Душанбе) — советский, таджикский и российский футболист, выступавший на позициях защитника и полузащитника; тренер. Мастер спорта СССР (1988).

## Биография

### Карьера игрока
Воспитанник команды «Трудовые резервы» города Душанбе. Первый тренер — Сергей Мусалимович Насыров.
В 1980 году начал выступать за молодёжную команду душанбинского «Памира». В 1982 году был включен в основную команду «Памира» и выступал в чемпионате СССР. Выступал за «Памир» вплоть до середины 1991 года и за это время сыграл в составе душанбинцев 277 матчей и забил 24 гола.
В 1991 году перешёл в московский «Спартак» и выступал в чемпионате России за красно-белых до середины 1992 года. За это время Рахимов сыграл в составе «Спартака» 11 матчей.
Летом 1992 года подписал годичный контракт с испанским клубом Сегунды «Реал Вальядолид», в котором выступал до середины 1993 года. В новом клубе сыграл в 29 матчах и забил 2 гола. За сезон в команде сменилось три тренера, каждый из которых видел Рахимова на новой позиции: футболиста ставили на место центрального и опорного полузащитника, также он играл на позиции под нападающими. Несмотря на то, что клуб вышел в Примеру, руководство не стремилось оставить Рахимова в команде. В результате, игроку был предложен контракт с серьёзным понижением в зарплате, от которого он отказался.
С сентября 1993 года играл за московский «Локомотив», куда был одолжен «Спартаком» до конца чемпионата России 1993. Сыграл 3 матча в чемпионате России и 2 матча в Кубке УЕФА. В начале октября 1993 года сломал ногу и на поле больше не выходил.
Сезон 1994 года начал в «Локомотиве», но уже в середине года перешёл в «Спартак», желая показать себя в играх Лиги чемпионов 1994/95.
В начале 1995 года перешёл в клуб чемпионата Австрии — «Аустрия» Вена, за которую выступал вплоть до середины 2000 года и за это время сыграл в 120 матчах и забил 12 голов.
С середины 2000 года до середины 2001 года выступал также за австрийский клуб — «Адмира Ваккер Мёдлинг», сыграл 33 матча. С середины того же года и до окончания сезона 2002 года играл за австрийский клуб — «Рид» Рид-им-Иннкрайс и завершил свою карьеру в качестве футболиста в этом клубе. Итого за всё время своей карьеры Рашид Рахимов сыграл 515 матчей и забил 39 голов.

### Стиль игры
Физически сильный, техничный, жёсткий в отборе мяча, отличался широким диапазоном действий, хорошо боролся за верховые мячи, умел повести за собой партнёров.—  Энциклопедия «Российский футбол за 100 лет». Октябрь 1997 года.

### Выступления за сборные
За сборную России выступал в 1994—1995 годах и сыграл 4 официальных матча и 1 неофициальный. За сборную Таджикистана сыграл 2 матча в 1992 и 1996 годах.

### За сборную Таджикистана
| Дата              | Статус матча                     | Соперник   | Счёт | В матче  |
| ----------------- | -------------------------------- | ---------- | ---- | -------- |
| 17 июня 1992 года | Матч Кубка Центральной Азии 1992 | Узбекистан | 2:2  | 90 минут |
| 19 июня 1996 года | Отборочный матч Кубка Азии 1996  | Узбекистан | 5:0  | 90 минут |

### За сборную России
| Дата                 | Статус матча      | Соперник | Счёт | В матче                       |
| -------------------- | ----------------- | -------- | ---- | ----------------------------- |
| 29 января 1994 года  | Товарищеский матч | США      | 1:1  | Вышел на замену на 8-й минуте |
| 23 марта 1994 года   | Товарищеский матч | Ирландия | 0:0  | 90 минут                      |
| 17 августа 1994 года | Товарищеский матч | Австрия  | 3:0  | Заменён на 45-й минуте        |
| 8 марта 1995 года    | Товарищеский матч | Словакия | 1:2  | Заменён на 75-й минуте        |

### Карьера тренера
После окончания карьеры в качестве футболиста начал тренерскую деятельность. В 2002 году был назначен главным тренером клуба австрийской Бундеслиги «Адмира Ваккер Мёдлинг», за который выступал в 1995—2000 годах. Возглавлял клуб до конца 2004 года.
В 2006—2007 годах возглавлял клуб российской премьер-лиги пермский «Амкар». 6 декабря 2007 года подписал трёхлетний контракт с московским «Локомотивом» и был назначен главным тренером команды. В марте 2008 года «Локомотив» в розыгрыше Суперкубка России проиграл «Зениту» 1:2. По окончании сезона 2008 года «Локомотив» занял седьмое место в премьер-лиге. В начале следующего сезона «Локомотив» неудачно стартовал в чемпионате, а также не сумел выполнить задачу попадания в еврокубки через Кубок России, после чего 28 апреля 2009 года Рахимов был уволен.
2 сентября 2009 года Рахимов был вновь назначен главным тренером «Амкара». Клуб занял 13-е место по итогам чемпионата. В сезоне 2010 года «Амкар» занял 14-е место, а в сезоне 2011 года 8-е. В Кубке России 2009/10 «Амкар» дошёл до полуфинала и проиграл петербургскому «Зениту» 2:4 по серии пенальти. 28 сентября 2011 года Рахимов был отправлен в отставку.
7 ноября 2013 года Рахимов возглавил грозненский «Терек». В первом сезоне клуб занял 12-е место в чемпионате. По итогам сезона 2014/2015 — девятое место. В сезоне 2015/2016 — 7 место, до 28 тура боролся за попадание в Лигу Европы. В сезоне 2016/2017 года «Терек» под руководством Рахимова сумел два раза в истории команды обыграть «Зенит» (2:1 и 1:0), лишив таким образом «Зенит» шансов на титул чемпиона, разгромить два раза финалиста Кубка России, «Урал» (4:1 и 5:2), обе победы были волевые, а количество забитых мячей (5 мячей) стали рекордными в истории «Терека». После 30 тура «Терек» занял самое высокое место в истории команды — 5 место, но из-за невыполнения задачи — места в Лиге Европы (4 места) Рахимов уступил место Олегу Кононову. 5 сентября 2018 года был снова назначен на пост главного тренера команды, а контракт заключён сроком на 2 года. 30 сентября 2019 года был отправлен в отставку.
11 октября 2020 года был назначен главным тренером «Уфы», однако уже 3 апреля 2021 года подал в отставку после поражения от «Динамо» (0:4).

## Достижения

### Командные

#### В качестве футболиста
«Памир» (Душанбе)
- Победитель Первой лиги СССР: 1988

«Спартак» (Москва)
- Обладатель Кубка СССР: 1991/92
- Чемпион России: 1992, 1994
- Обладатель Кубка Содружества: 1995[источник не указан 1653 дня]

«Аустрия»
- Финалист Кубка Австрии: 1999/00

#### В качестве тренера
«Рубин»
- Победитель Первой лиги: 2022/2023

### Личные
- В Списке 33 лучших футболистов чемпионата СССР: № 3 (1991)
- В Списке 33 лучших футболистов чемпионата России: № 2 (1994)

## Статистика в качестве главного тренера
| Клуб            | Начало работы   | Окончание работы | Результаты | Результаты | Результаты | Результаты | Результаты |
| Клуб            | Начало работы   | Окончание работы | И          | В          | Н          | П          | В %        |
| --------------- | --------------- | ---------------- | ---------- | ---------- | ---------- | ---------- | ---------- |
| «Адмира»        | 10 декабря 2002 | 11 мая 2004      | 51         | 17         | 13         | 21         | 033,33     |
| «Амкар»         | 4 сентября 2006 | 5 декабря 2007   | 47         | 20         | 13         | 14         | 042,55     |
| «Локомотив» (М) | 6 декабря 2007  | 28 апреля 2009   | 40         | 16         | 11         | 13         | 040,00     |
| «Амкар»         | 5 сентября 2009 | 29 сентября 2011 | 70         | 19         | 17         | 34         | 027,14     |
| «Терек»         | 7 ноября 2013   | 22 мая 2017      | 113        | 46         | 27         | 40         | 040,71     |
| «Ахмат»         | 5 сентября 2018 | 30 сентября 2019 | 38         | 13         | 11         | 14         | 034,21     |
| «Уфа»           | 11 октября 2020 | 3 апреля 2021    | 16         | 4          | 2          | 10         | 025,00     |
| «Рубин»         | 12 апреля 2023  | н. в.            | 90         | 39         | 18         | 33         | 043,33     |
| Всего           | Всего           | Всего            | 465        | 174        | 112        | 179        | 037,42     |